# Ena Sendijarević
Ena Sendijarević (Odžak, 1987) is een Bosnisch-Nederlandse filmregisseur en scenarioschrijver.  
Ze wordt soms ook vermeld als Ena Sendijarevic (zonder diakritisch teken) in internationale contexten. 

## Opleiding
In verband met de Bosnische Burgeroorlog binnen de Joegoslavische oorlogen kwam ze in 1994 naar Nederland. Het gezin kreeg een woning toebedeeld in Almen. Haar middelbare school doorliep ze in Apeldoorn ( Gymnasium Apeldoorn, 2000-2004) en Utrecht (St. Bonifatiuscollege, 2004-2006). Vanuit daar begon ze aan de “Studie media en cultuur” aan de Universiteit van Amsterdam; de studie die ze aanvatte om kennis te nemen van nieuwe technologische ontwikkelingen eindigde in 2010. In seizoen 2007-2008 studeerde ze ook aan de "Freie Universität" in Berlijn. Tijdens de Amsterdamse studie kreeg ze voorbeeldfilms te zien waardoor ze daarin verder wilde studeren. Vanaf 2010 tot 2014 volgde de studie aan de Nederlandse Filmacademie, die ze afsloot met Fernweh, dat door de Kring van Nederlandse Filmjournalisten onderscheiden werd met "Beste Filmacademieproductie" van dat jaar. 

## Filmwereld
In het najaar van 2016 regisseerde en schreef ze de aflevering Space Girls van de VPRO-jeugdserie Eng. Haar debuutfilm Take Me Somewhere Nice (2019 over een zoektocht naar Bosnië) won de Special Jury Award op het International Film Festival Rotterdam en het Heart of Sarajevo voor Beste Speelfilm op het 25e Filmfestival van Sarajevo. De film werd geselecteerd voor de 72e editie van het Cannes Filmfestival in het Acid-programma.
Haar tweede film, Sweet Dreams (2023), won op het Nederlands Film Festival zes Gouden Kalveren, onder andere voor Beste Film en Beste Regie. Met dit aantal evenaarde de film het recordaantal Kalveren dat in 2017 werd gevestigd door Brimstone. Sweet Dreams is gekozen als Nederlandse Oscarinzending voor de Academy Awards van 2024.

## Filmografie

### Speelfilms
- 2023: Sweet Dreams
- 2019: Take Me Somewhere Nice

### Korte films
- 2016: Import
- 2014: Fernweh
- 2013: Reizigers in de nacht (prijs filmfestival Go Short)

## Serie
- 2016: Eng